# Gesinnung
Die Gesinnung ist die durch Werte und Moral begrenzte Grundhaltung bzw. Denkweise eines Menschen, die den Handlungen, Zielsetzungen, Aussagen und Urteilen des Menschen als zugrunde liegend betrachtet werden kann. Ob die Gesinnung oder die Tat selbst die Sittlichkeit einer Handlung ausmacht, ist ein Problem der Ethik.
Rudolf Eislers Wörterbuch bezeichnete Gesinnung als:

„Sinnesweise, Willenshabitus, dauernde Willensrichtung, die Motivation des Handelns in ethischer Hinsicht, die gefühlsbetonten Vorstellungen, aus denen der Wille entspringt.“

Andreas Dorschel schlägt vor, Gesinnungen von Überzeugungen zu unterscheiden, so nahe es liege, beide gleichzusetzen. Eine Überzeugung sei immer „die Überzeugung, dass …“; das Wort Gesinnung hingegen erlaube keine solche Konstruktion. An eine Überzeugung sei daher der Maßstab des Erkennens anzulegen: Um zu ihr zu gelangen, müsse, wer immer sie hat, sich einmal – im Präsens – davon überzeugen, dass die Dinge so stehen, wie die Überzeugung es besagt. „Dieser Anspruch mag unzählige Male nicht erfüllt sein. Aber selbst das lässt sich nur sagen, weil der Anspruch besteht.“ Die Gesinnung hingegen, so Dorschel, entziehe sich ihm von vornherein. Sie sei „Sache des Entschlusses“.